# André Schaller
Andries Petrus (André) Schaller (Den Haag, 1 mei 1920 – Amsterdam, 16 februari 1981) was een Nederlandse beeldhouwer.

## Leven en werk
Hij was zoon van Henriette Louise Helena Meierdrees en bankwerker Adries Petrus Schaller. Hij was tussen 1947 en 1979 (echtscheiding) getrouwd met Johanna (Josje) Wintershoven (1917-1986), zelf danseres en kunstenares, die hem wel assisteerde. In 1980 hertrouwde Schaller met Olga Margaretha Cornelisse.
Na een driejarige Uitgebreid Lager Onderwijs (ULO) achter de rug begon hij vrijwel direct aan zijn opleiding aan het Instituut voor kunstnijverheidsonderwijs in Amsterdam, die wellicht maar een jaar duurde (1937). Hij studeerde vanaf 1938 (toelatingsexamen) tot 1944 beeldhouwkunst bij onder anderen Jan Bronner aan de Rijksakademie van beeldende kunsten in Amsterdam. Hij werkte vervolgens als volontair in het atelier van Frits van Hall. Tijdens de oorlog was hij ondergedoken in het oude atelier van Breitner op het Prinseneiland. In 1949 bracht hij een bezoek aan Algiers. Later had Schaller een eigen atelier in Amstelveen. Hij maakte reliëfs en monumentale beelden. In 1952 ontving hij de Keukenhofprijs voor het beeld Taurus. Naast beeldhouwen hield Schaller zich ook bezig met filmen.
Een beeldhouwwerk van Schaller is het beeld "Salomonsoordeel", dat voor de ingang van het Paleis van Justitie in Arnhem staat. Het beeld werd in 1958 in opdracht van de Rijksgebouwendienst gemaakt en op 30 juni 1964 op een 5,5 meter hoog voetstuk geplaatst aan de zijkant van het gebouw. Dit maakte het niet makkelijk om te zien wat het beeld precies voorstelde. Na kritiek van de kunstenaar en zijn weduwe werd het beeld in het najaar van 2004 bij de ingang geplaatst.
Schaller werd gecremeerd op Westgaarde.

## Werken (selectie)
- Oorlogsmonument Van Houten (1947), Stationsplein in Weesp
- Monument Sint Joris en de draak (1948), Dijkstraat in Lichtenvoorde
- Hommage a un Torero (1953), Broersepark in Amstelveen
- Salomonsoordeel (1958) in Arnhem
- De engel, de denker en de arbeider (1959), Wenckebacstraat in Velsen
- Monument Van Gogh (1962), Akersluisweg in Osdorp (in 2000 herplaatst bij de Molen van Sloten)
- Voetballers (1965), sportcentrum KNVB in Zeist
- Paljas (1968), stadspark bij Cellebroederspoort in Kampen
- Zonnegodin (1969), Smaragdplein in Utrecht
- Phoenix (1972), Nieuwe Purmerweg in Amsterdam
- Drie Maagden (1973), provinciehuis in Assen

## Fotogalerij

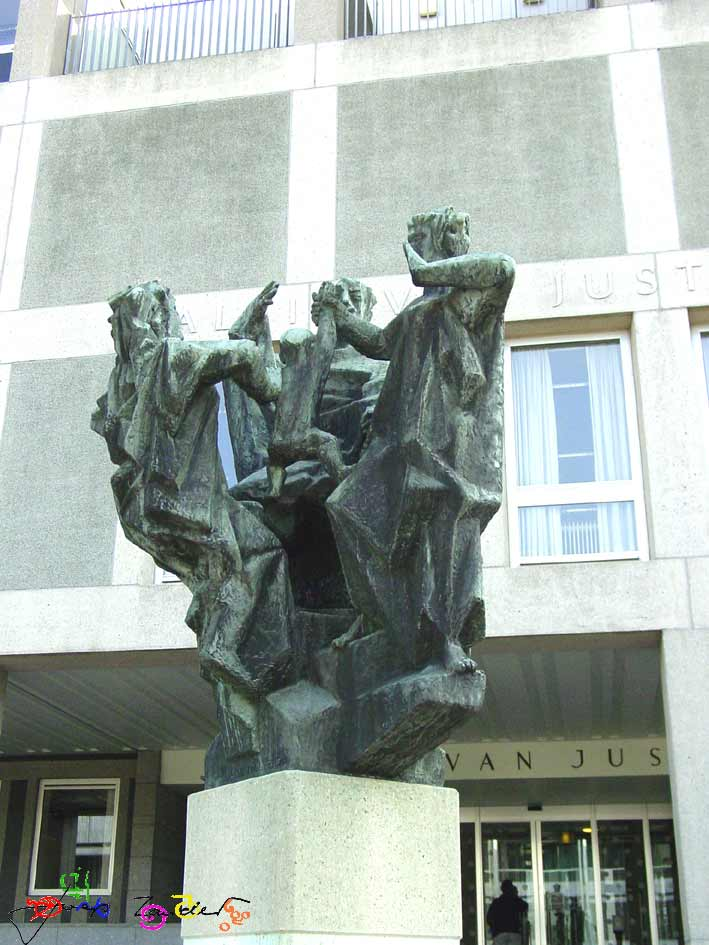
Salomonsoordeel
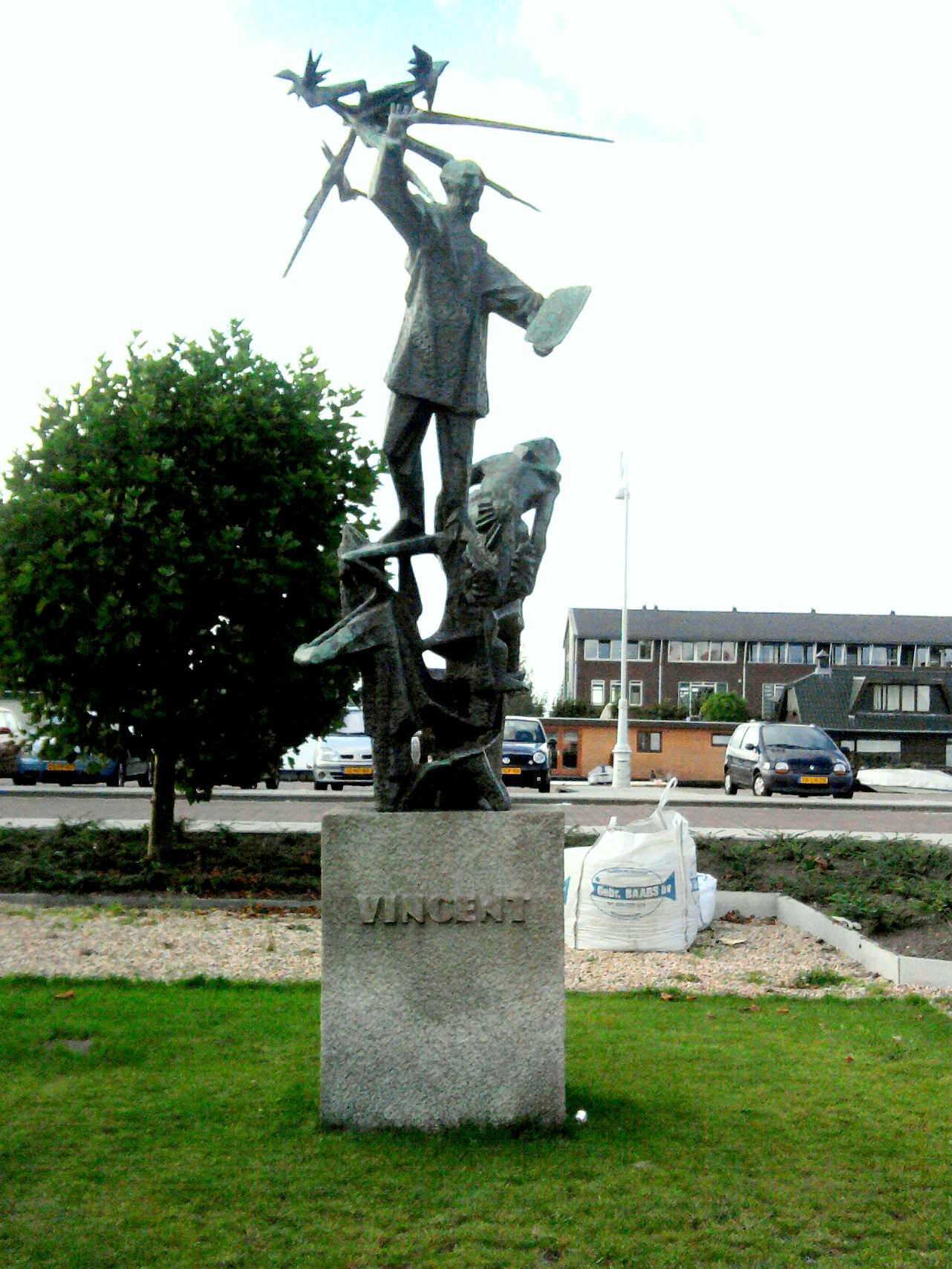
Vincent van Gogh
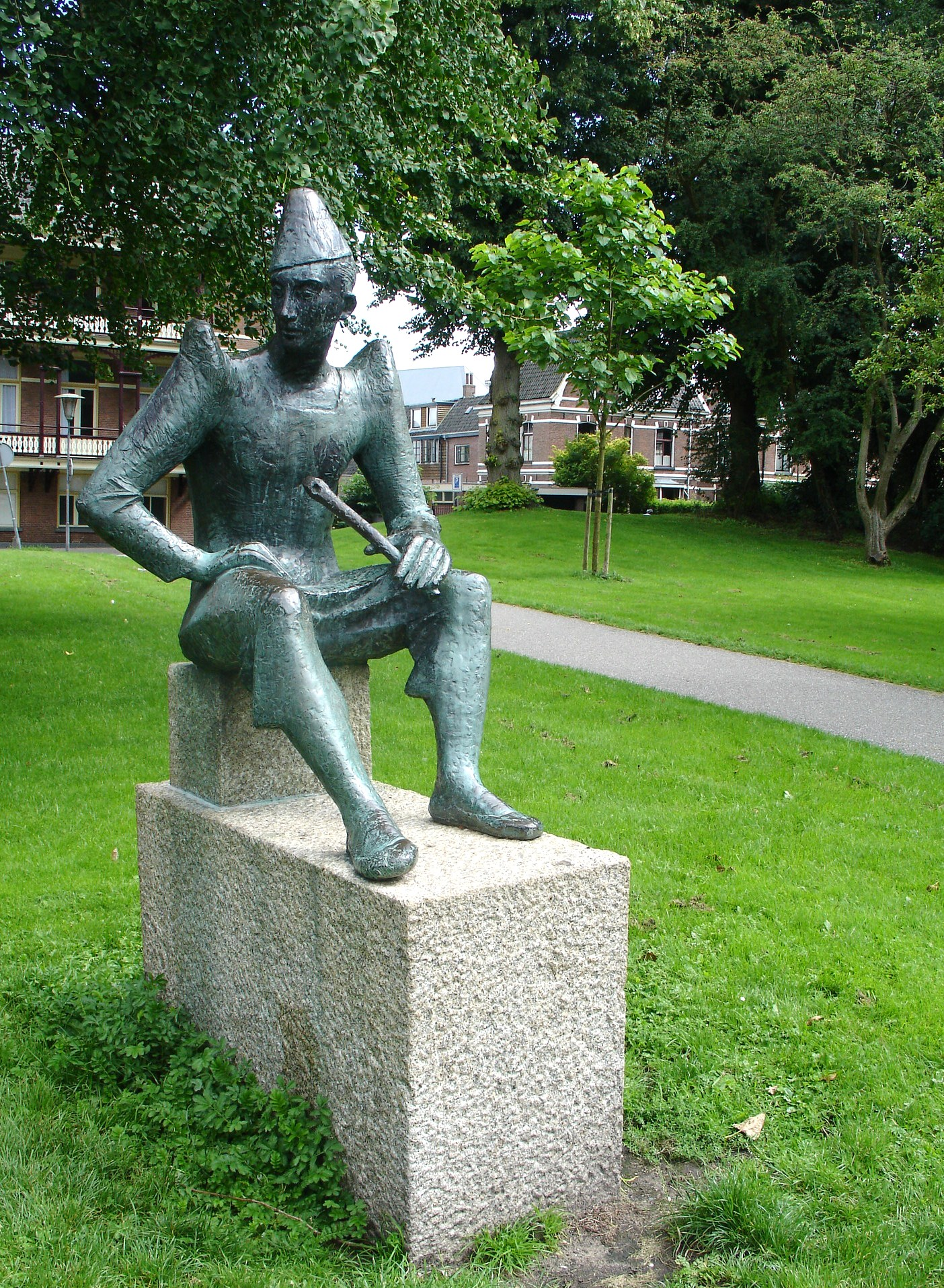
Paljas
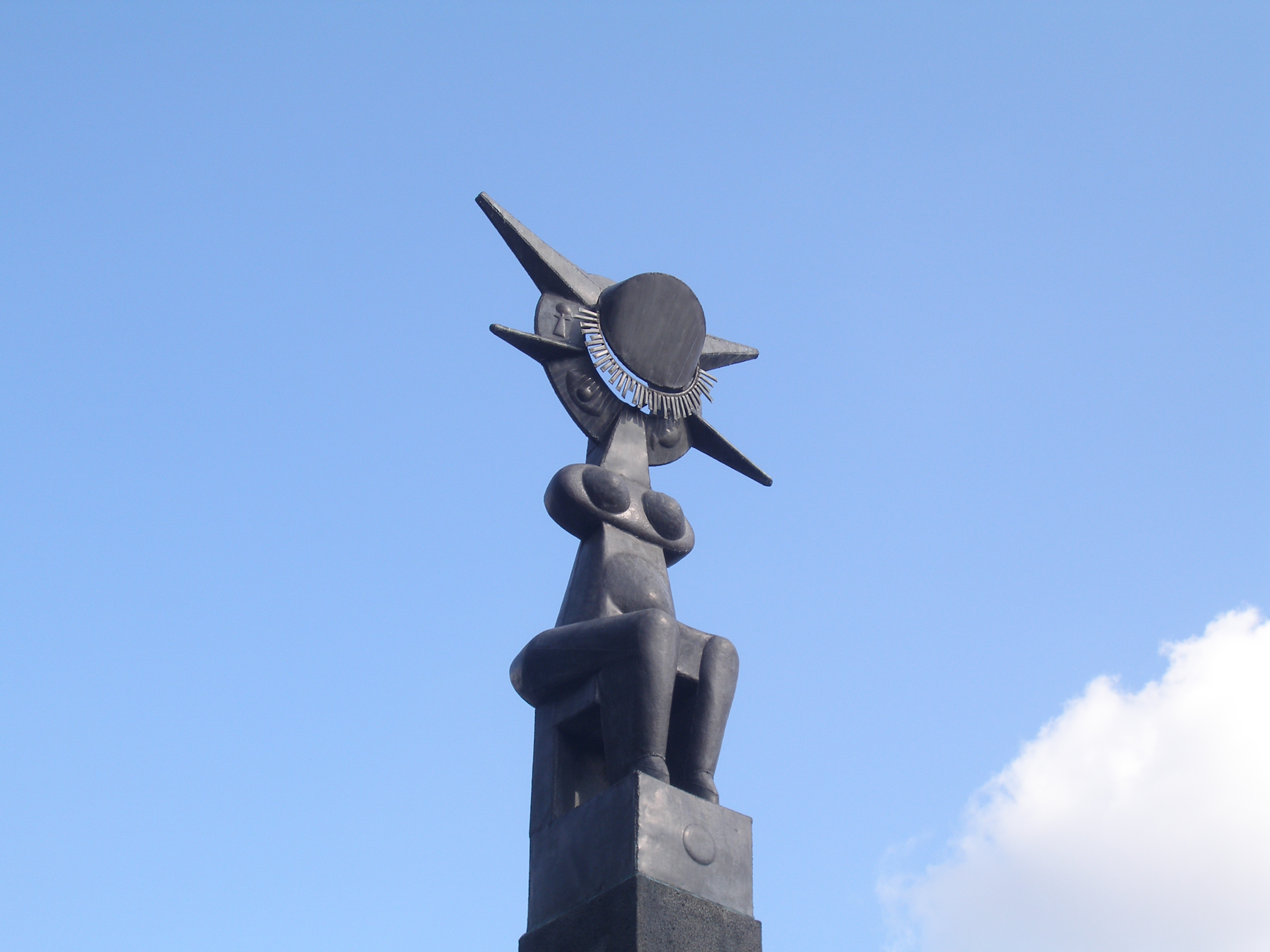
Zonnegodin
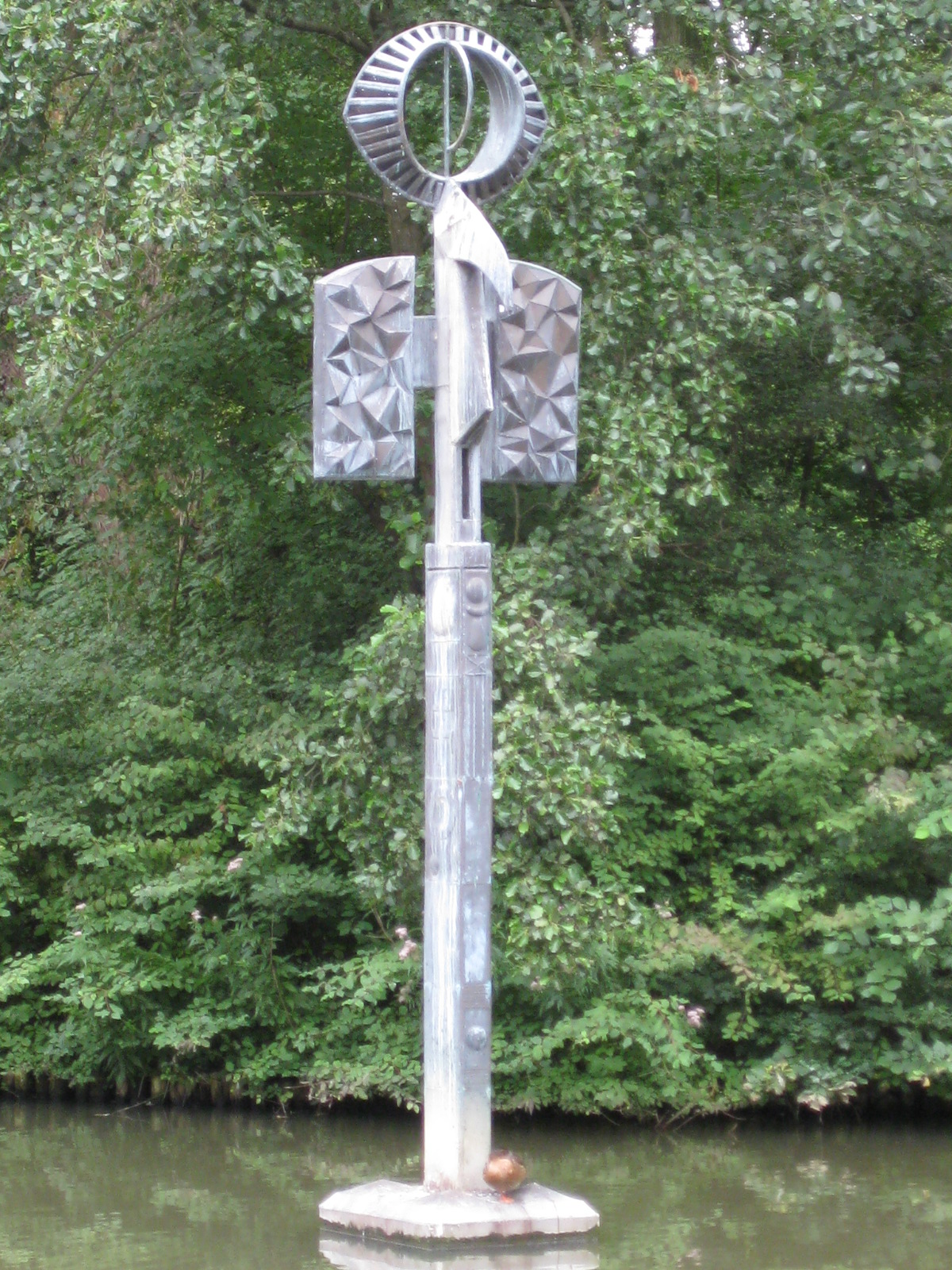
Phoenix
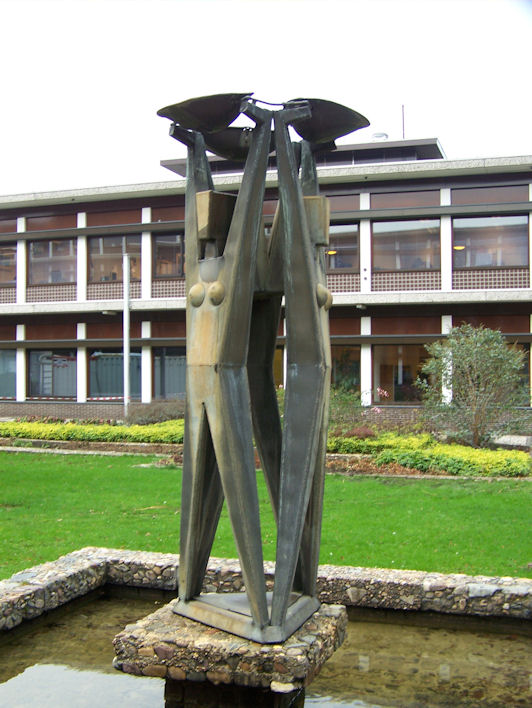
Drie Maagden